# Processed Beats
Processed Beats è un singolo del gruppo musicale inglese Kasabian, il quarto estratto dal loro album di debutto omonimo, pubblicato l'11 ottobre 2004. Era stato inizialmente pubblicato in una versione demo il 10 novembre 2003.
Dopo la sua seconda pubblicazione il singolo arrivò al diciassettesimo posto della classifica britannica. La canzone è inoltre ascoltabile sul Demo Disc pubblicato con le prime PlayStation Portable.

## Video musicale
Nel video ufficiale, diretto da Jason Smith, i quattro membri della band si trovano in un'abitazione molto sporca e trascurata, popolata da topi e insetti. Successivamente si spostano in una foresta, dove continuano ad eseguire il brano.

## Tracce
Testi di Sergio Pizzorno, musiche di Sergio Pizzorno e Christopher Karloff.
CD
- PARADISE19

1. Processed Beats – 3:08

- PARADISE20

1. Processed Beats – 3:08
2. The Nightworkers – 3:16

- PARADISE21

1. Processed Beats – 3:08
2. The Nightworkers – 3:16
3. L.S.F. (Live @ Cabinet War Rooms) – 3:28
4. Processed Beats (Afrika Bambaataa Remix) – 3:42

Vinile 10"
- PARADISE22

1. Processed Beats – 3:08
2. Ovary Stripe (Remix) – 3:58
3. Processed Beats (Afrika Bambaataa Remix) – 3:42

Vinile 12"
- PARADISE23

1. Processed Beats (Afrika Bambaataa Remix) – 3:42

## Classifiche
| Classifica (2004) | Posizione massima |
| ----------------- | ----------------- |
| Regno Unito       | 17                |
| Classifica (2005) | Posizione massima |
| Paesi Bassi       | 37                |